# Mathieu Jouve Jourdan

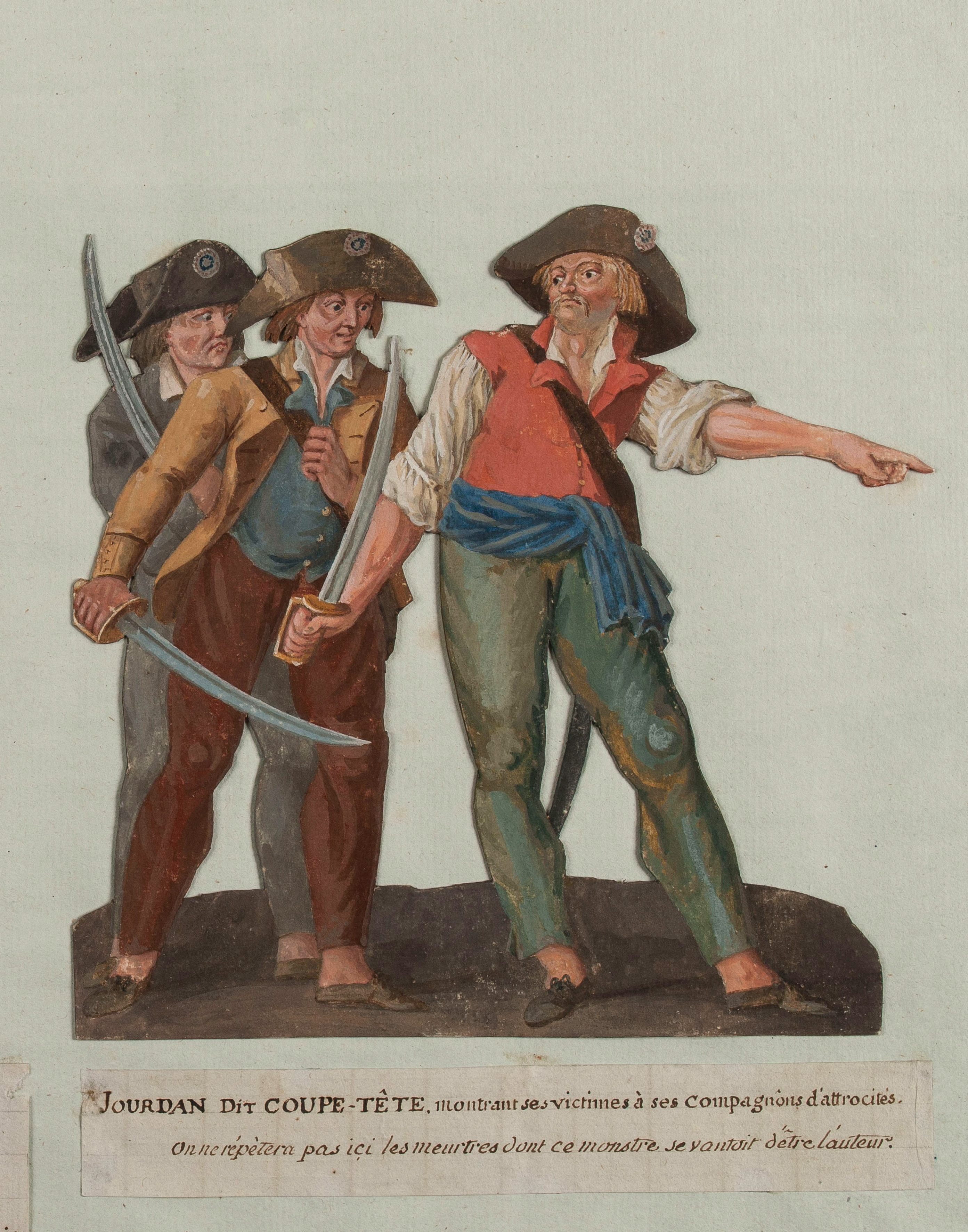
Mathieu Jouve Jourdan (rechts)

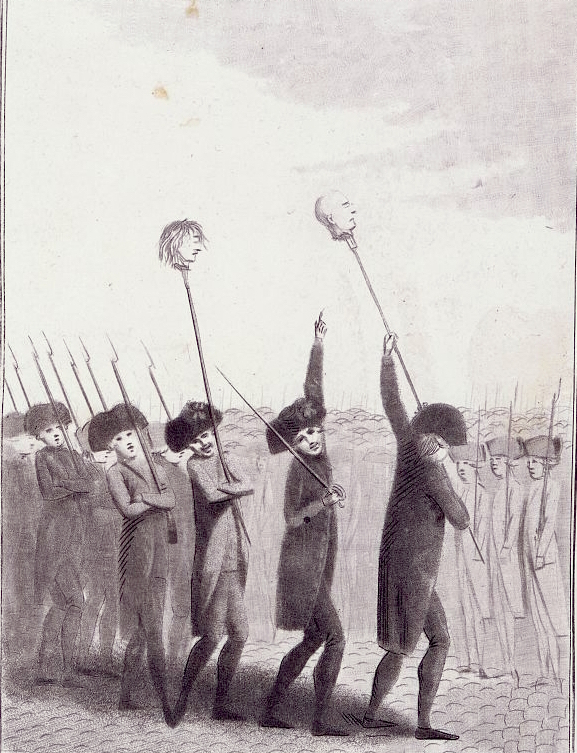
Jouve aan de Bastille (Parijs)

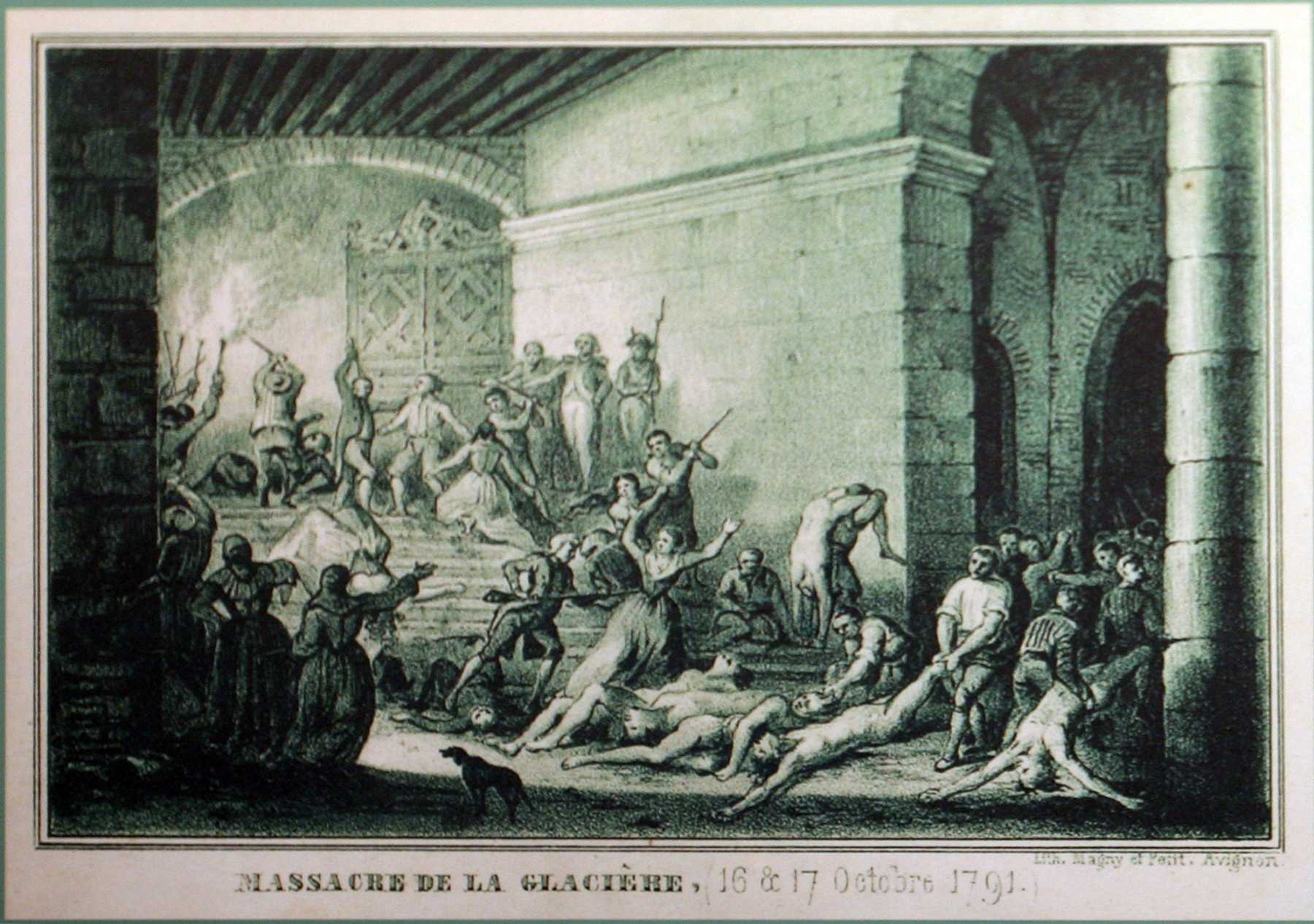
Bloedbad van de Glacièretoren (Avignon)

Mathieu Jouve Jourdan (Saint-Jeures, 5 oktober 1746 – Parijs, 27 mei 1794) was een rover en smokkelaar in de periode voor de Franse Revolutie. Tijdens de Revolutie kreeg hij zijn bijnaam Jourdan Coupe-Tête, of de koppensneller vanwege door hem begane wreedheden.

## Levensloop
Tijdens het ancien régime groeide Jouve op in de Ardèche. Hij smokkelde en verkocht wijn; tevens verdiende hij geld als hoefsmid en slager.
Na een rooftocht op het kasteel van de baron de Montpont in Ménetreuil belandde hij in de gevangenis. Door toedoen van kardinaal de Rohan ontliep hij zijn terechtstelling.
Bij het uitbreken van de Franse Revolutie in 1789 woonde Jouve in Parijs. Met geweld nam hij deel aan de bestorming van de Bastille. Naar verluidt was het Jouve die de gevangenisdirecteur, markies de Launay, het hoofd afsneed. Jouve liep met het hoofd van de markies op een piek door Parijs. Zijn bijnaam Coupe-Tête dateerde van deze periode.
Een jaar later, in 1790, dook Jouve op in Avignon. De stadstaat Avignon en het graafschap Comtat Venaissin, twee pauselijke staten, waren in chaos gestort. Ze wilden zich afscheuren van het pauselijk gezag en aanhechten bij het revolutionaire Frankrijk. De aanhangers van de paus wilden tot alle prijs de Pauselijke staat in Avignon en Comtat bewaren; Jouve en zijn medestanders juist niet. De Constituante in Parijs weigerde tot tweemaal toe de aanhechting van de beide pauselijke landen goed te keuren (22 augustus 1790 en 20 november 1790). Het risico op een diplomatieke rel met de paus lag immers nog te gevoelig in Parijs. De vrijbuiter Jouve ontpopte zich ondertussen tot het hoofd van een revolutionair legertje. Zij vielen een pausgezinde militie aan in Carpentras en plunderden boerderijen van boeren die bekend waren als pausgezind. 
Op 14 september 1791 erkende de Constituante in Parijs finaal de aanhechting van de beide pauselijke landen. In Avignon roerden de pausgezinden zich en Jouve stormde met zijn troepen naar Avignon. Ze doodden enkele pausgezinden in de straten. Jouve en zijn medestanders worden verantwoordelijk geacht voor het bloedbad van de Glacièretoren. Dit bloedbad vond plaats in de nacht van 16 op 17 oktober 1791. Zestig pausgezinden werden verminkt en de keel overgesneden. Hun lijken werden in de latrines van het voormalige pauselijk paleis gesmeten.
Voor deze misdaad kon Jouve aanvankelijk ontkomen aan de justitie. Hij trad in dienst van het Terreurregime. Onder het mom van ordehandhaving beging hij wreedheden in Avignon en de Languedoc (1791-1794). 
Op 27 mei 1794 belandde Jouve op de guillotine in Parijs en werd onthoofd.

## Victor Hugo
In het boek Les Misérables van Victor Hugo kreeg Jouve de rol van brute revolutionair.